# Frederiksberg
Frederiksberg város Dániában, Koppenhága közepén.

## Földrajz

Koppenhága és a környező községek

Frederiksberg Sjælland sziget keleti részén fekszik. A város egy enklávé Koppenhágán belül, vagyis minden irányból a főváros határolja. Eredetileg a fővárostól nyugatra terült el, de mióta 1901-ben néhány települést Koppenhágához csatoltak, teljesen körülveszi Frederiksberget.

## Történelem
A város története 1651-ig nyúlik vissza, amikor III. Frigyes dán király letelepedési engedélyt adott 20 dán-holland parasztnak, és megalapította az eredetileg Ny Amager-nek (Új Amager) hívott települést. A gazdálkodás azonban rosszul ment, és 1697-ben a település nagy része le is égett, így a terület visszaszállt a királyra.
1700-1703 között IV. Frigyes építtetett itt egy dombon kastélyt, melyet Frederichs Berg-nek nevezett. A domb tövében újjáépült települést azóta hívják Frederiksbergnek. Számos házat jómódú koppenhágaiak vásároltak meg, akik nem gazdálkodtak itt, csak vidéki rezidenciának tartották fenn.
A település lassan átalakult kereskedővárossá, mesteremberekkel és kereskedőkkel. Nyaranta kiadó szobák és éttermek várták a koppenhágaiakat, akik a város zajától távol, de a királyi családhoz közel szerettek volna időzni.
A város kezdetben lassan növekedett (1770-ben 1000, 1800-ban 1200, 1850-ben 3000 lakos), azonban 1852-ben eltörölték a rendeletet, amely megtiltotta a főváros falain kívüli építkezést, így 1900-ra 80 000-re, 1950-re pedig 120 000-re nőtt a népesség.
Napjainkban a település 3-5 emeletes lakóházakból, nagy családi házakból és parkokból áll. Légi felvételen nézve világosan elkülöníthető a környező Koppenhágától, mivel sokkal zöldebb, és kevés a forgalmas főútvonal. Ez az egyik legmagasabb presztízsű lakónegyed a fővárosban.

## Turizmus
Frederiksberg főbb nevezetességei:

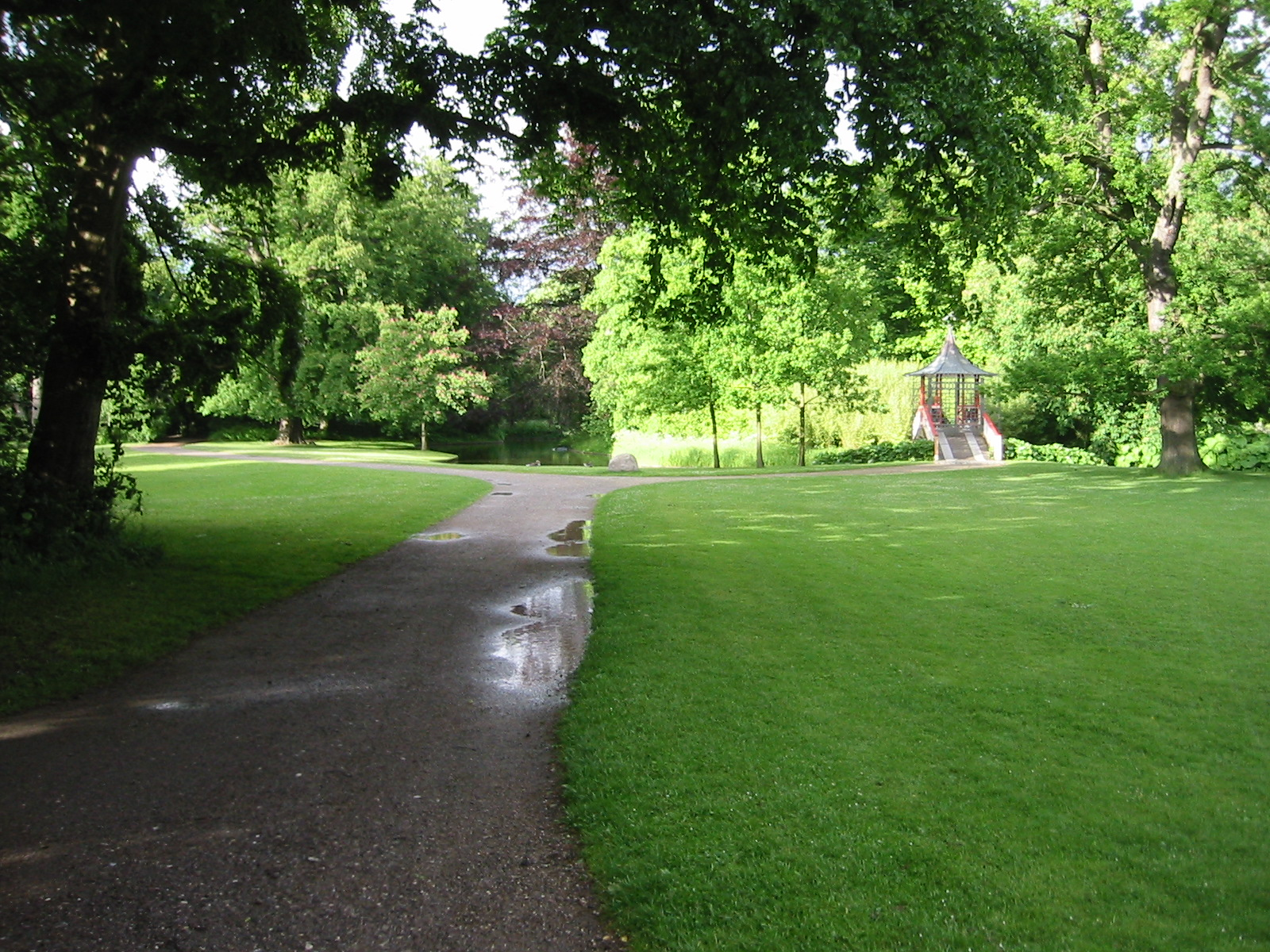
A Frederiksberg park

- Frederiksberg kastély: a 18. század elején épült, a királyi család nyári rezidenciájaként.
- Frederiksberg park: 300 éves romantikus park. Szentivánéjkor tüzeket raknak, énekelnek, zenélnek a tó partján a koppenhágaiak.

## Külső hivatkozások
- Frederiksberg község hivatalos honlapja (angol)